# 吴圩镇 (定远县)
吴圩镇，是中华人民共和国安徽省滁州市定远县下辖的一个乡镇级行政单位。

## 行政区划
吴圩镇下辖以下地区：
吴圩社区、吴圩村、方倪村、北集村、西孔村、耿巷村、大魏村、陈集村、上李村、站岗村、官塘村、南周村、齐岗村、延寿村、大户村、宣岗村、山刘村、九梓村、高埂村、杨桥村、大木村和永兴村。